# Ahola, Posio

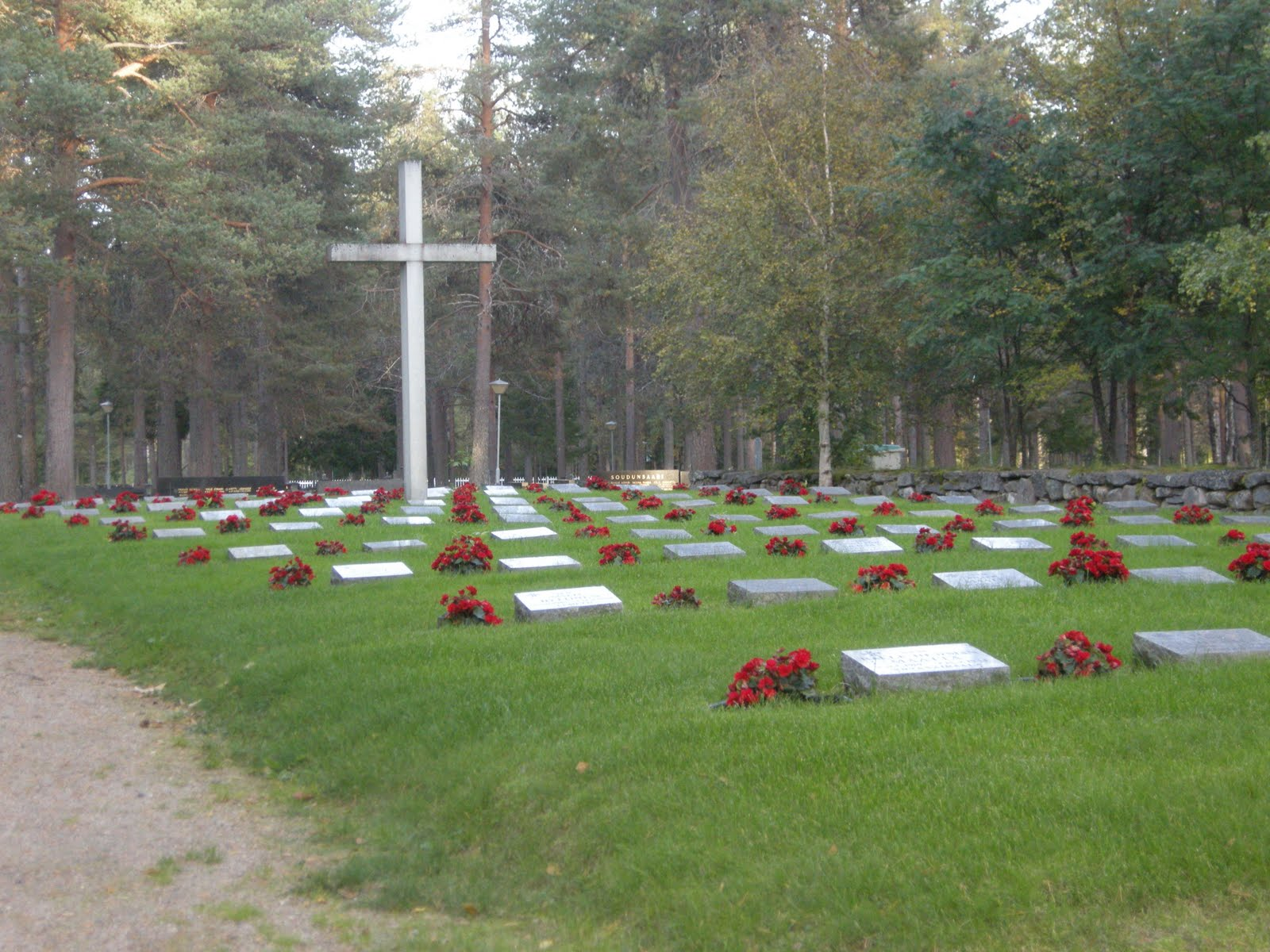
Krigskyrkogården i Posio.

Ahola är en tätort (finska: taajama) och centralort i Posio kommun i landskapet Lappland i Finland.
Orten kallas även Posio, som är kommunens namn.
I Ahola ligger keramik- och inredningstillverkaren Pentik.

## Befolkningsutveckling
| Befolkningsutvecklingen i Ahola 1960–2013 | Befolkningsutvecklingen i Ahola 1960–2013 | Befolkningsutvecklingen i Ahola 1960–2013 | Befolkningsutvecklingen i Ahola 1960–2013 | Befolkningsutvecklingen i Ahola 1960–2013 |
| ----------------------------------------- | ----------------------------------------- | ----------------------------------------- | ----------------------------------------- | ----------------------------------------- |
|                                           |                                           |                                           |                                           |                                           |
| År                                        |                                           |                                           | Folkmängd                                 | Landareal (km²)                           |
| 1960                                      | 1960                                      |                                           | 422                                       | 1,35                                      |
| 1970                                      | 1970                                      |                                           | 631                                       | 1,40                                      |
| 1980                                      | 1980                                      |                                           | 1 459                                     | 5,8                                       |
| 2000                                      | 2000                                      |                                           | 1 729                                     | 5,21                                      |
| 2005                                      | 2005                                      |                                           | 1 682                                     | 4,5                                       |
| 2010                                      | 2010                                      |                                           | 1 537                                     | 4,18                                      |
| 2011                                      | 2011                                      |                                           | 1 512                                     | 3,98                                      |
| 2012                                      | 2012                                      |                                           | 1 486                                     | 3,98                                      |
| 2013                                      | 2013                                      |                                           | 1 426                                     | 3,98                                      |